# Перилимфна фистула
Перилимфна фистула је дефект или расцеп, на мембрани која се налазе на окрулом и овалном прозору ува и у њему раздваја простор средња од унутрашњег ува који је испуњен течношћу. Фистула је обично присутна у једном уву, а јако ретко у оба.
Промене ваздушног притискау средњем уву (нпр при наглом успону на висину) у нормалним суловима не утиче на унутрашње уво. Међутим, код особа са перилимфном фистулом, промене притиска у средњем уву директно се преносе на унутрашње уво, у коме надражују сензорне ћелије за одржавање равнотеже или слуха и на тај начин изазивају карактеристичне симптоме ове болести.
Акутна или хронична перилимфна фистула може значајно утицати на квалитет живота.

## Историја
Прва сазнања за перилимфну фистулу и њено истраживање почело је средином 1960-их. Почетни фокус интересовања настао је након развоја стапедектомије као процедуре. Откриће да губитак перилимфе након обављене стапедектомије може произвести губитак слуха, неравнотежу и зујање у ушима довело до нових открића да исти симптоми могу настати, нпр. и због траумом и другим узроцима изазваним губицима перилимфе.
Током раних 1970-их, Виктор Гудхил први је уочио да имплозивна и експлозивна сила може бити потенцијални узрок руптуре округлог или овалног прозора мембране, која последично доводи до перилимфне фистуле.

## Епидемиологија
Морбидитет
Учесталост перилимфатчних фистула је непозната, јер се ради о веома реткој болести.
Полне разлике
Преваленција перилимфних фистула је већа код жена него код мушкараца.
Старост
Перилимфне фистуле се јављају код мале деце ко урођена аномалијама; у супротном, стање није познато као специфична болест у овом узрасту. Код деце, стање понекад може бити удружено са менингитисом.

## Етиологија
Као најчешћи могући узроци перилимфне фистуле наводе се: 
Повреда главе
Најчешћи узрок фистуле је повреда главе, која обично настаје после директног ударца главе о неку препреку или након наглог трзаја главе.
Промена унутарлобањског притиска
Фиистула може настати и након нагле промене унутарлобањског или интракранијалног притиска.
Промена атмосферског притиска
Нагла промена атмосферског притиска може изазвати баротраумтску перилимфну фистулу; која може настати током роњења, летења авионом, лечења или боравка у хипербаричним коморама.
Физички напор
Фистулу може да узрокује и нагло подизање велике тежине или напрезање труднице током порођаја. 
Урођене анаомалије
Фистула може бити присутна после рођења, као једна од развојних аномалија у ембриогенези ува.
Према бројним истраживањима перилимфне фистуле су јако ретко присутне од рођења.
Остали фактори
- Тешка хронична упала ува, наводи се као један од могућих етиолошки фактори у настанку фистуле..[10]

### Остала разматрања
Јако дуго постоји опречан став по питању тзв. „спонтане перилимфне фистуле“. Већина истраживача сматра де фистула није настала спонтано, већ да она има узрочни догађај, али се после тог догађаја болесник није јавио ушном лекару. Проток времена потом је замаглио сећање болесника на такв догађај, тако да у моменту првог прегледа перилимфна фистула може изгледати као спонтана.
Преилимфна фистула која је ретко присутна на оба ува, и једино се може јавити обострано после тешке повреде главе.

## Клиничка слика
Домимантни линички знаци и смптоми пефилимфне фистуле су:
- вртоглавица,
- осећај неравнотеже,
- мучнина и повраћање.

Део болесника има симптоме који се манифестују субјективним осећајем:
- зујање и пуноће у уву,
- пада слуха.

Већине болесника са перилимфном фистулом у анамнези наводи да им се симптоми погоршавају након;
- променама надморске висине (пењање на висину, за време летења авионом),
- променом ваздушног притиска за (промене времена као меторолошке појаве),
- физичког напрезања и других активности.

## Дијагноза
Знаци и симптоми перилимфатичне фистуле (ПЛФ) су релативно неспецифични и често се преклапају у великој мери са онима код других отоларинголошких и неуролошких болести. Перилимфатичну фистулу (ПЛФ) током дијагностике понекад је веома тешко разликовати од Менијерове болести.
Постављање дијагнозе се обично врши на основу симптома и физикалног погледа и отолошких тестова, код којих је од посебног значаја позитиван фистула теста.
Директни доказ постојања перилимфна фистуле могућ је једино након хируршка експлорација средњег ува када се може директним прегледом може видети место одакле цури течност.

## Диференцијална дијагноза
| Дијагнозе у разматрању                                                                                               | Диференцијална дијагноза                        |
| --- | ----------------------------------------------- |
| - Вертебробазиларна дисекција - Церебеларни ход - Аутоимуна етиологија - Наследни губитак слуха - Васкуларне болести | - Акустички неурином - Мождани удар, хеморагија |

## Терапија
Код већине болесника временом долази до спонтаног зарастања фистуле. Да би се то постигло саветује се болеснику да строго ограничи физичку активност у периоду од 7 до 14 дана.
Уколико су симптоми дуготрајни, изражени и праћени прогресивним падом слуха, а фистула не показује тенденцију зарастања и поред лежања (мировања), саветује се хируршко затварање фистуле. Особе које чекају на операцију треба да избегавају прекомерно подизање, напрезање и савијање и труге физичке активности које могу довести до погоршања симптома.
Хируршко лечење фистуле подразумева стављање графта преко дефекта на овалном или округлом прозору. Операција, се најчешће изводи у општој анестезији, преко ушног канала, након подизања бубне опне, и траје око 45-60 минута.
Након операције болесницима се саветује тродневно строго мировање код своје куће са јако ограниченим активностима. После три дана болесник може да се врати својим радним активностима које се обављају у седећем положају. Не саветује се подизање предмета тежих од 10 килограма, као и спортске активности у нардедним месец дана. После месец дана од операције још неколико месеци треба ограничити активности као што су контактни спортови, роњење, боравак на великим висинама, летење авионом, лечење у барокоморама, дизање тегова, и спуштање са тобогана.

## Мере превенције
Болесницима са перилимфном фистулом саветује се да избегавају;
- Подизање тешких предмета,
- Напињање, сагињање
- Промене атмосферског притиска, које могу настати нпр. код вожње лифтом, авионом, путовањем на планину (тиме би избегли погоршања симптома).
- Остале активности које појачавају притисак у глави (које би довеле да погоршања симптома и онемогућиле процес зарастања фистуле).